# Гамбринус
Гамбринус (Gambrinus) е европейски фолклорен герой, символ на бирата, пивоварството и радостта от живота.
Персонажът се появява в Нидерландия през Средновековието или ранното Ново време. Обикновено е изобразяван закръглен брадат херцог или крал, държащ халба, понякога с буре близо до него. Много народни песни, поеми и разкази го описват като крал, херцог или граф на Фландрия или Брабант. Някои хипотези свързват Гамбринус с исторически личности, като бургундския херцог Жан Безстрашни (1371 – 1419) и брабантския херцог Ян I (1252 – 1294).